# Armfüßer
Die Armfüßer (Brachiopoda) oder Armfüßler, seltener auch Armkiemer genannt, sind die Angehörigen eines Tierstamms ausschließlich aus meereslebenden bilateral-symmetrischen Tieren mit zweiklappigem Gehäuse. Sie ernähren sich von Kleinstlebewesen und ähneln äußerlich den Muscheln (Bivalvia), haben aber anstatt einer linken und rechten Schale (Klappe) eine obere und eine untere, wobei die bauchseitige Schale meist größer als die Rückenschale ist. Brachiopoden besitzen ferner einen Stiel zum Festklammern und an beiden Seiten des Mundes armförmige Tentakel. Die größten heute lebenden Arten erreichen Schalenbreiten bis sieben Zentimeter, die größten fossilen Schalen sind etwa 30 Zentimeter breit.

## Merkmale

### Äußere Anatomie

#### Schale
Das auffälligste Merkmal der Armfüßer ist die zweiklappige Schale, die in eine Dorsal- und eine Ventralschale unterteilt wird. Man kann auch von einer oberen und einer unteren Schale sprechen, wobei letztere meist etwas größer als die obere ist. Die dorsale Schale wird auch Armklappe, die ventrale Schale Stielklappe genannt.
Obwohl sie äußerlich dadurch den Muscheln ähneln, kann man sie auf Anhieb an der Lage der Symmetrieebene erkennen. Diese geht bei ihnen senkrecht durch die Einzelklappe und teilt sie in jeweils zwei symmetrische Hälften, während sie bei Muscheln entlang des Schalenrandes verläuft. Vor allem bei den fossilen Vertretern können die Schalen sehr unterschiedlich geformt sein. So gibt es neben den in beide Richtungen gewölbten bikonvexen Schalen der Mehrheit der Tiere auch konkav-konvexe und von der normalen Form abweichende Formen. Bei einigen Arten ändert sich die Form im Laufe der Entwicklung von einer konvex-konkaven Form zu einer bikonvexen, man spricht dabei man von resupinaten Gehäusen.

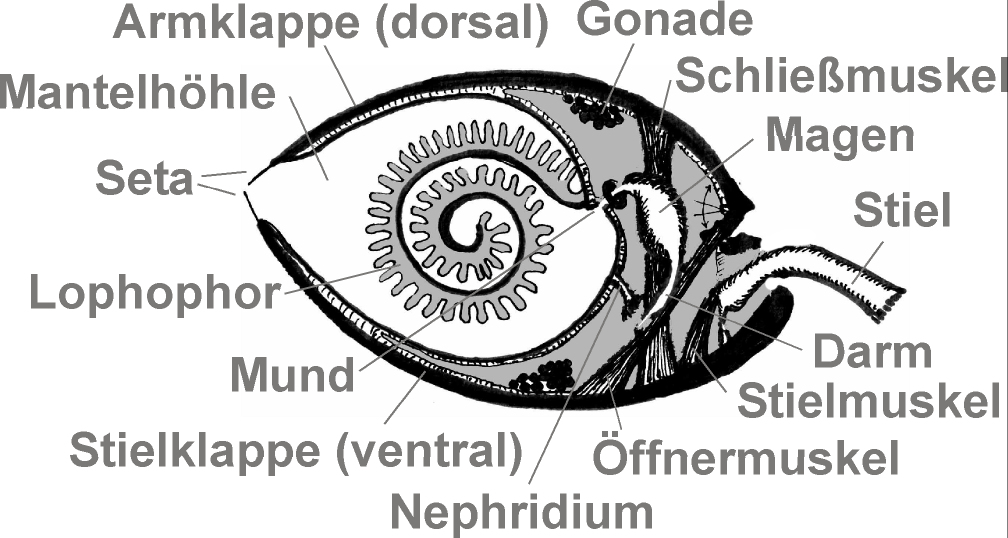
Aufbau eines Vertreters der Rhynchonelliformea

Bei den meisten Arten sind beide Klappen stark verkalkt und mit einer organischen Schicht, dem Periostracum, bedeckt. Darunter befinden sich abwechselnd Schichten aus Calciumcarbonat (Calcit) und Proteinhäutchen. Bei einigen Arten liegt darunter noch eine Schicht aus prismenförmigen Calcitkristallen. Die Schalen können feine Kanälchen aufweisen, durch die Ausstülpungen des Mantels mit Sekretzellen, die sogenannten Caeca, reichen. Eine solche Schale wird als punctate Schale bezeichnet. Einige ursprüngliche Arten, wie Lingula, haben dagegen eine wenig verkalkte und biegsame Schale aus Chitinlamellen und Calciumphosphat.
Zusammengehalten werden die beiden Schalenhälften durch eine starke Muskulatur, deren wichtigste Teile der „Öffner“ und der „Schließer“ sind. Diese Muskeln arbeiten gegeneinander und ermöglichen die Öffnung bzw. die Schließung der Schalen. Bei den Articulata existiert außerdem ein Scharnier, die beiden Schalen sind also miteinander artikuliert (daher die Bezeichnung Articulata). Am Schalenaußenrand befinden sich Borsten (Setae). Der Öffnungswinkel der Klappen ist abhängig von der jeweiligen Art und kann zwischen 7° bei Gryphus-Arten und 45° bei Platidia-Arten betragen.

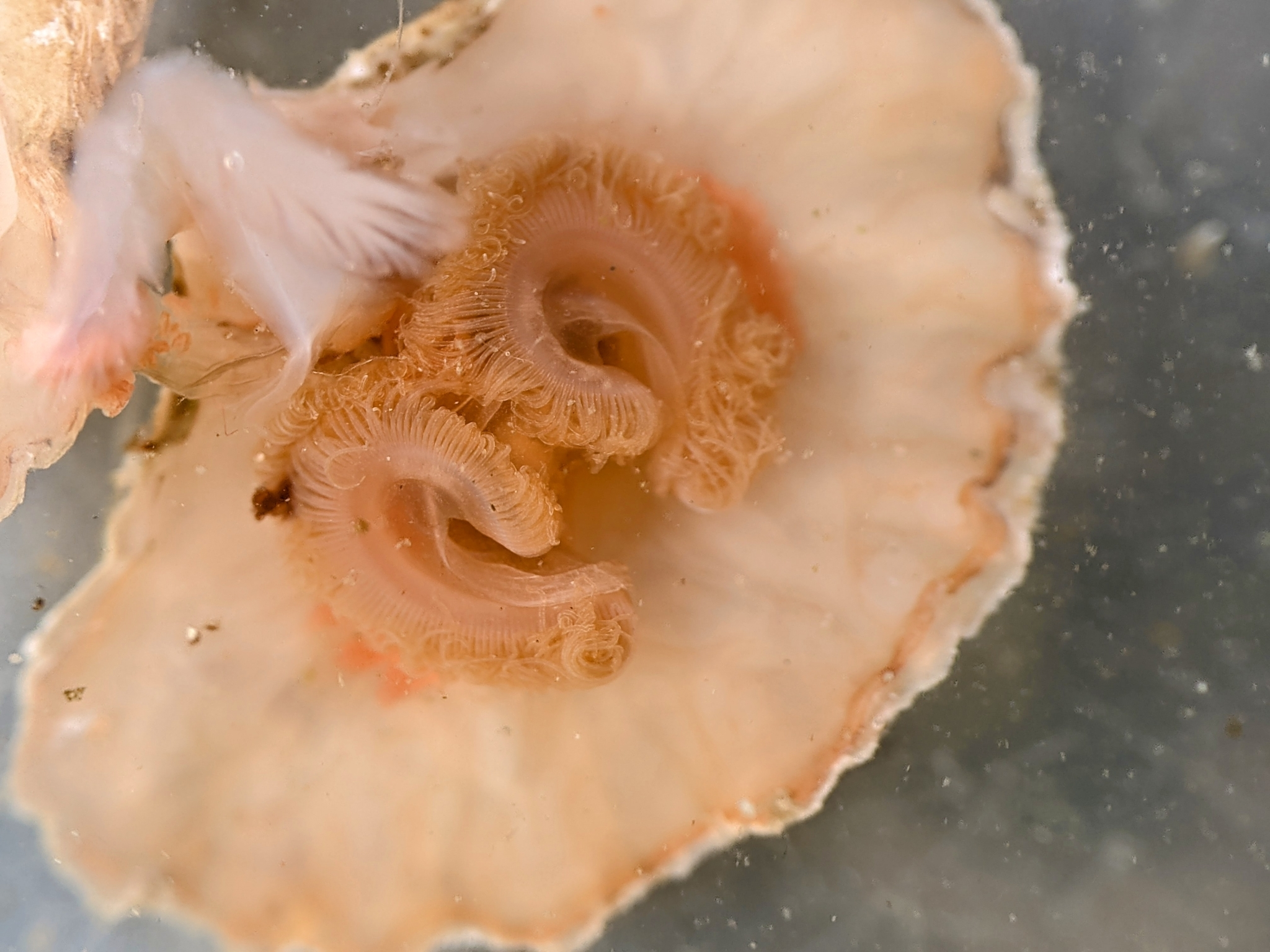
Lophophoren eines rezenten Brachiopoden (Terebratalia transversa)

#### Armapparat
Im Zentrum des Tieres ist der namensgebende Armapparat (Lophophor) befestigt, der häufig (bei den Testicardines) durch ein kalkiges Armskelett an der Dorsal- oder Armschale gestützt wird, dem Lophophorskelett oder Brachidium, und mit dem das Tier Nahrung aus dem Wasser sammelt und atmet. Die Nahrung gelangt über den zentral gelegenen und schlitzförmigen Mund in das Verdauungssystem. Der Körper ist von einem zweilappigen Mantel umgeben, der an der Außenseite die Schalenmaterialien absondert. Der Weichkörper einschließlich der Lophophoren ist vollständig von beiden Gehäuseklappen umschlossen. Die inneren Organe liegen im hinteren Gehäusebereich, der vordere besteht aus einer Mantelhöhle, in welche die Lophophoren hineinragen. Bei geschlossenen Klappen wird der Lophophor in die Filterkammer eingelegt und stellt sich erst wieder auf, wenn die Klappen wieder geöffnet werden.

#### Stiel

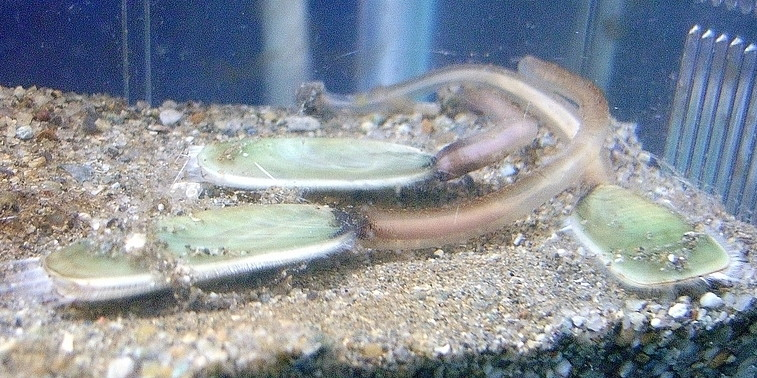
Lingula anatina im Aquarium. Der Stiel ist bei dieser Art nicht festgewachsen.

Aus der Ventralklappe, der Stielklappe oder zwischen beiden tritt am hinteren Ende des Tieres häufig ein muskulöser Stiel mit zäher, chitiniger Cuticula aus, mit dem das Tier am oder im Substrat festgewachsen ist. Dieser Stiel ist beweglich und erlaubt den Tieren, eine optimale Position im Wasser einzunehmen.  Bei den noch heute in den Meeren vorkommenden Atremata wie der Gattung Lingula kann der Stiel bis zu 30 Zentimeter lang werden. Der muskulöse Stiel wird in den Staaten Südostasiens und in der Südsee von den Menschen gegessen.
Wenige Arten besitzen keinen Stiel und kleben mit der Ventralklappe am Substrat, andere sind nicht festgewachsen (sessil) und bewegen sich mit Hilfe des Stieles durch das Substrat (vagil).

### Innere Anatomie
Das Nervensystem der Armfüßer ist sehr einfach aufgebaut. Es besitzt Ganglienkonzentrationen zur neuronalen Versorgung des Lophophors und der Klappenmuskulatur. Als Sinnesorgane sind nur Statocysten und einfache Lichtsinneszellen der Larven sowie bei Ligula bekannt. Der Darm ist bei den verschiedenen Taxa der Armfüßer unterschiedlich aufgebaut. Er folgt bei allen Arten einem erweiterten Magen mit einer paarigen Mitteldarmdrüse, verläuft dann jedoch entweder u-förmig zu einem vorn gelegenen After (Crania), auf die rechte Körperseite ausführend (alle Inarticulata) oder er endet blind (bei allen Testicardines).
Die Leibeshöhle, das Coelom, ist bei den Armfüßern dreiteilig, wobei die einzelnen Teile vollkommen voneinander abgetrennt sind. So besitzen sie ein röhrenförmiges Protocoel am Innenrand des Lophophors, das als „großer Armsinus“ oder Labialkanal benannt wird. Das Mesocoel stellt ebenfalls einen Kanal am Lophophor dar, dieser liegt allerdings als „kleiner Armsinus“ an der Außenseite und besitzt Seitenzweige in den Tentakeln. Das Metacoel ist paarig und bildet im Körperzentrum der Tiere Mesenterien mit darin enthaltenen Gefäßen sowie zwei Paar seitliche Bänder, das Gastroparietal- und das Ilioparietalband. Außerdem verzweigt es sich im Mantel. Das Gefäßsystem ist geschlossen und besteht aus einem Sinus und mehreren Blutkanälen, das hämoglobinhaltige Blut wird von einem kontraktilen Herzen, das oberhalb des Magens liegt, durch den Körper gepumpt. Besonders gut versorgt werden die Außenbereiche des Mantels sowie der Lophophor, da hier der Sauerstoff zur Atmung aus dem Wasser aufgenommen wird.
Die Entsorgung von Stoffwechselendprodukten (Exkreten) erfolgt über ein Paar Metanephridien im Ilioparietalband, bei den Rhynchonellidae über zwei Paare im Gastroparietalband. Durch die Nephridien werden auch die Keimzellen ausgeleitet, die Gonaden liegen dabei im Bereich des Metacoels, entweder an den Mesentherien oder in den Mantelkanälen.

## Lebensweise

### Ernährung

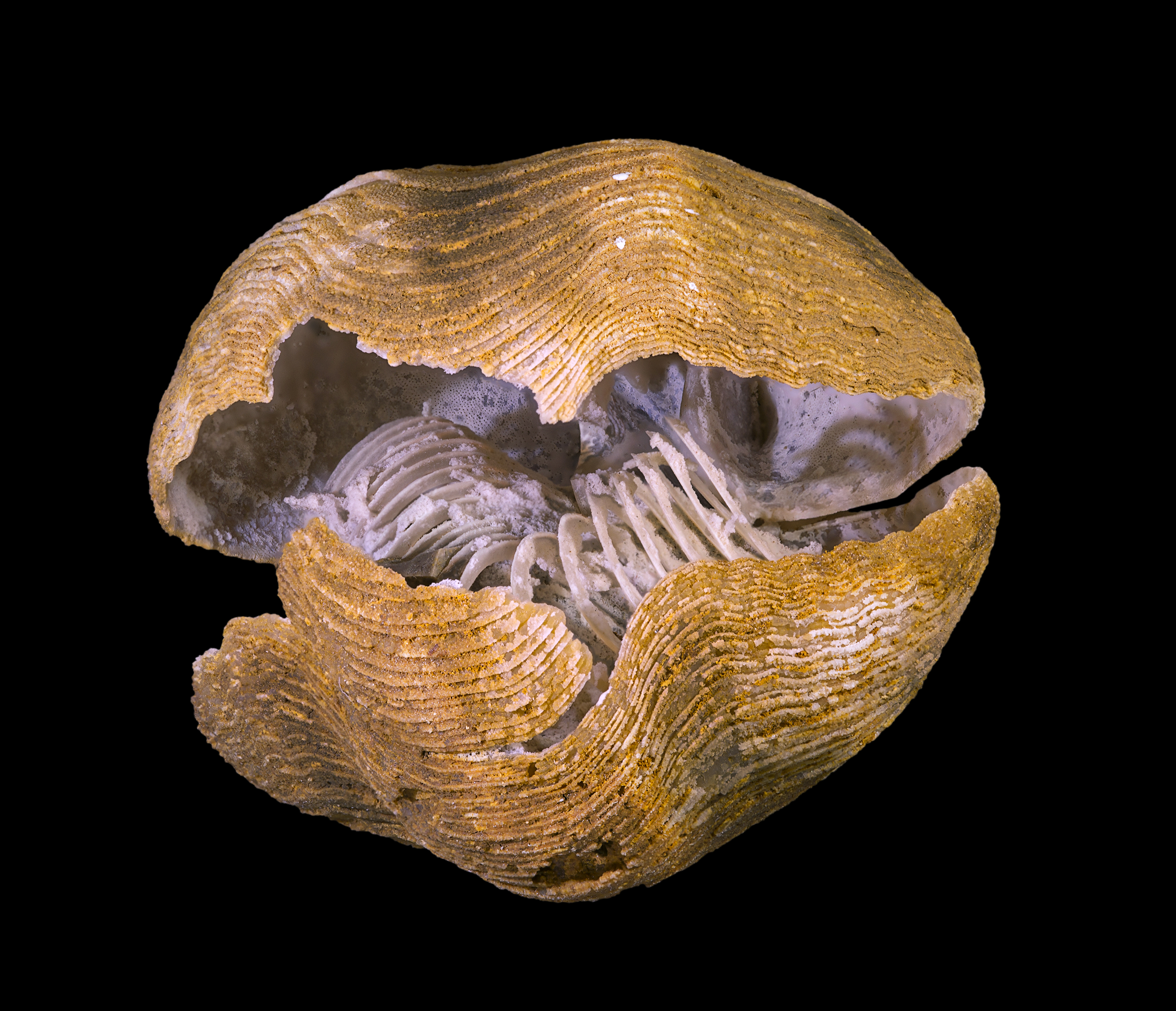
Armfüßer mit sichtbarem Lophophor

Armfüßer sind typische sessile Filtrierer, sie filtern also als Strudeler ihre Nahrung aus dem vorbeiströmenden Wasser. Dabei bilden sie keine Kolonien, sind also solitär, liegen jedoch sehr häufig nahe beieinander. Die Nahrung der Tiere besteht hauptsächlich aus Dinoflagellaten und Kieselalgen (Bacillariophyta), die sie mit Tentakeln an den Lophophoren heranstrudeln. Der Lophophor hat zu diesem Zweck an der Oberseite einseitig angeordnete Rinnen und Tentakel mit einer reusenartigen Bewimperung. Durch die Bewegung des Lophophors wird entsprechend ein Wasserstrom erzeugt, der seitlich in die geöffneten Klappen eintritt, und die Nahrungspartikel aus dem Wasser gefiltert. Über die Nahrungsrinne wird die Nahrung zur zentral gelegenen Mundöffnung geleitet.

### Fortpflanzung und Entwicklung

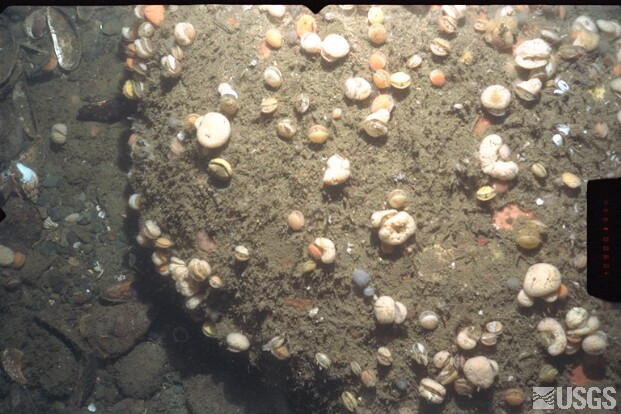
Lebende Brachiopoden

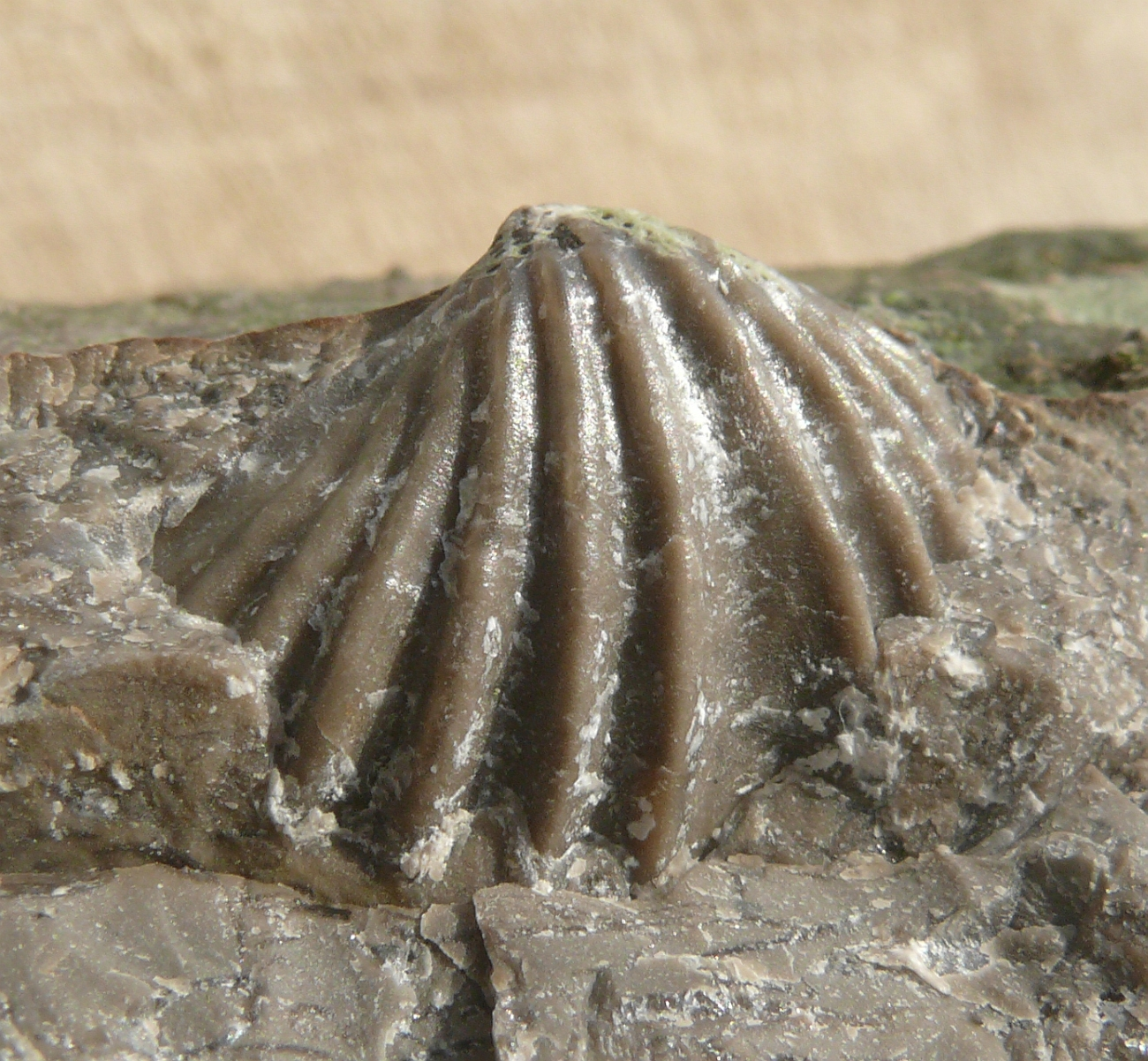
Der Armfüßer Punctospirella (Spiriferina) fragilis wanderte nur unter günstigen Bedingungen ins Germanische Becken ein, hier an der Oberfläche der Spiriferinabank des Oberen Muschelkalks.

Armfüßer sind mit Ausnahme der Vertreter der Gattung Argyrotheca getrenntgeschlechtlich und pflanzen sich ausschließlich sexuell fort. Dabei entwickeln sich die Keimzellen in den Gonaden und werden durch die Nephridien in das freie Wasser entlassen, wo die Befruchtung stattfindet. Bei einigen Arten verbleiben die Eizellen im Bereich des Lophophors oder sogar noch in den Nephridien und werden hier von freischwimmenden Spermien befruchtet, die Larvalentwicklung erfolgt bei ihnen anschließend in der Schale (Brutpflege).
Nach der Befruchtung beginnt die Keimesentwicklung durch eine Radiärfurchung bis zum Stadium der Gastrula. Das Mesoderm wird durch eine Enterocoelie des Darmes gebildet, es schnüren sich also Bläschen des Urdarms ab und bilden die drei paarigen Leibeshöhlen (Coelom). Bei den Inarticulata findet die Larvalentwicklung weitestgehend in der Eihülle statt und die Tiere schlüpfen als Larve, die den ausgewachsenen Tieren weitestgehend ähnelt und sich in dieser Form festsetzen kann. Bei den Articulata entwickelt sich eine freischwimmende Larve mit einer morphologischen Zweiteilung, wobei der Vorderteil mit Zilien ausgestattet ist und der Fortbewegung dient.
Nach etwa zwei Tagen heftet sich die Larve mit dem Hinterteil an das Substrat und es beginnt eine Metamorphose, bei der sich aus dem Hinterteil der Stiel und der Mantel bilden. Letzterer stülpt sich über das Vorderende, das sich zum eigentlichen Körper des Tieres mit dem Lophophor entwickelt. Die Schalen werden abschließend vom Mantel sezerniert, indem sich erst eine Vorschale aus Proteinen bildet (Protegulum). Die eigentliche Schale bildet sich von diesen Protegula ausgehend, die später den zentralen Wirbel bilden. Der Zuwachs kann anhand von Zuwachslinien abgelesen werden, wodurch sich das Alter der Tiere an der Schale abschätzen lässt. Das Lebensalter kann von wenigen Monaten bei Kleinformen bis zu mehreren Jahren reichen, eine ähnliche Altersspanne wird auch für fossile Formen angenommen.

## Stammesgeschichte

### Phylogenie
Entstehung der Armfüßer

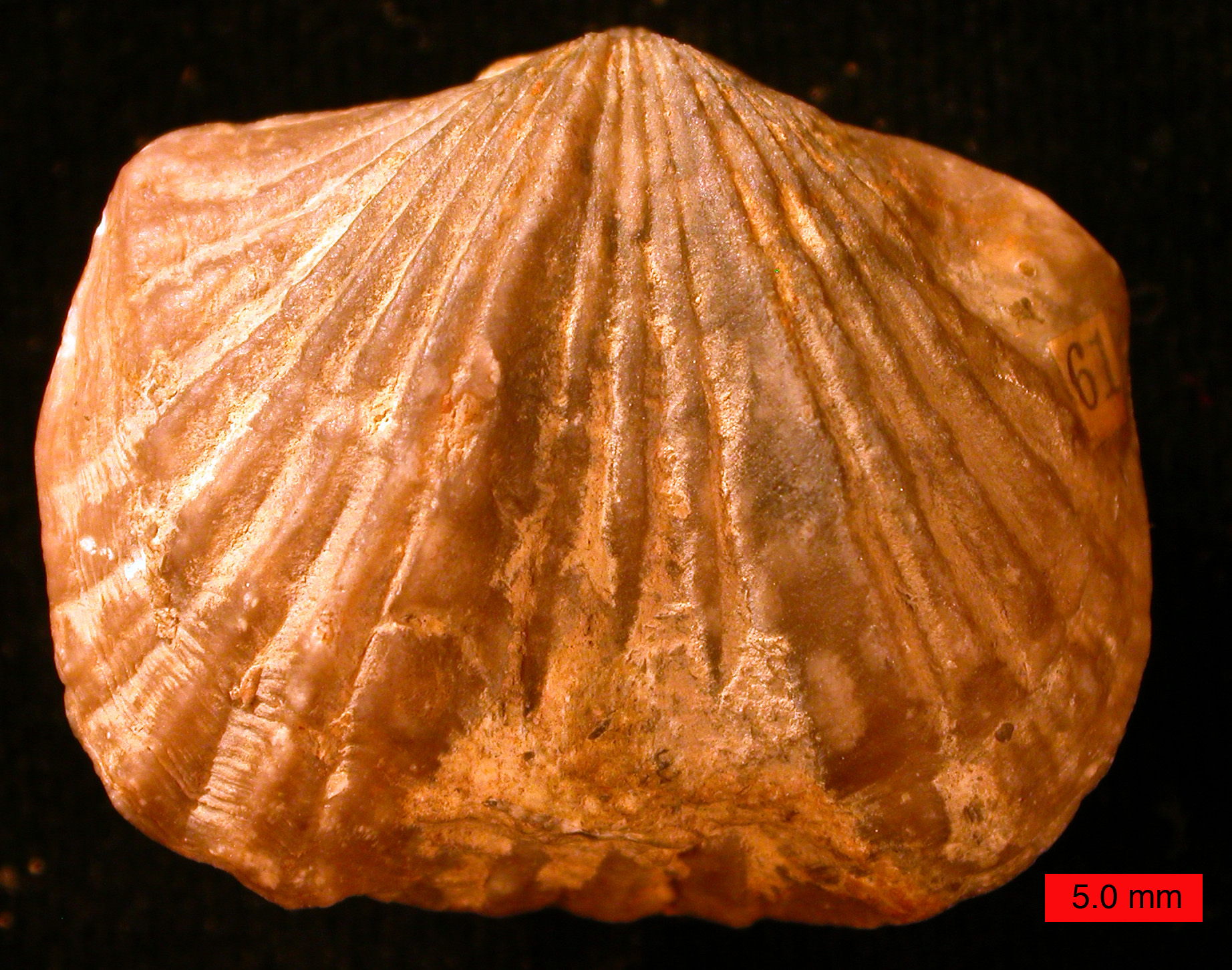
Platystrophia ponderosa

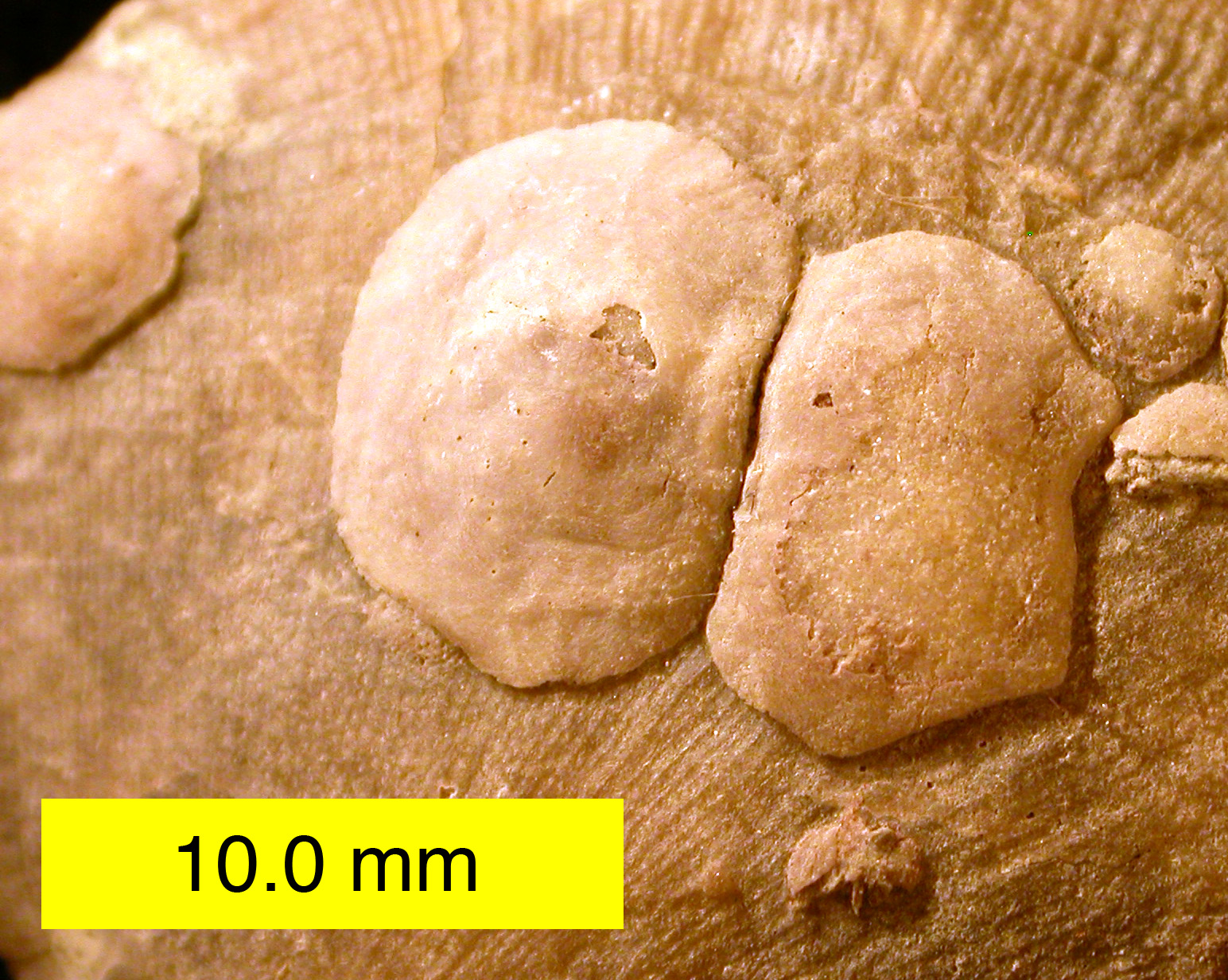
Petrocrania

Die Armfüßer sind fossil bereits seit dem frühen Kambrium vor etwa 530 Millionen Jahren bekannt. Dabei sind bis heute Fossilien von mehr als 30.000 ausgestorbenen Arten gefunden worden, die in mehr als 4000 Gattungen eingeordnet werden. Besonders artenreich war das Taxon im Devon (siehe hierzu Abschnitt „Entfaltung der Armfüßer“).
Man geht davon aus, dass die Armfüßer einen gemeinsamen Vorfahren haben und entsprechend monophyletisch sind. Zu möglichen fossilen Vertretern dieser Vorfahren gibt es allerdings keine überzeugenden Kandidaten, folglich ist die evolutionäre Entstehung des Armfüßer-Bauplanes ein umstrittenes Problem. Auf paläontologischer Basis wurden Beziehungen zu den frühkambrischen Halkieriida hergestellt, einer ausgestorbenen Tiergruppe, welche zwei Schalen auf der Rückenseite trägt.
Die Gegner dieser Hypothese bezweifeln unter anderem, dass aus zwei rückenseitig gelegenen Schalen allmählich die Rücken- und Bauchklappe der Armfüßer geworden sein könnte.
Im Vergleich mit heutigen Tierstämmen wurde aufgrund des charakteristischen Lophophor-Organs eine nahe Verwandtschaft mit den Hufeisenwürmern und Moostierchen vermutet, diese beiden Gruppen wurden mit den Armfüßern zu einem Taxon Lophophorata oder Tentaculata vereinigt. Mittels molekularbiologischer Methoden konnte bisher nur die Vermutung eines Schwestergruppenverhältnisses zu den Hufeisenwürmern bekräftigt werden. Im Rahmen der ebenfalls molekularbiologisch begründeten Lophotrochozoa-Hypothese wurde eine Abstammung der Armfüßer und Hufeisenwürmer von ringelwurmartigen Vorfahren (Annelida) in Betracht gezogen – eine Hypothese, die bereits 1871 von E. S. Morse auf morphologischer Basis vertreten worden war. Als morphologische Indizien, die für eine Beziehung der Armfüßer zu den Ringelwürmern sprechen, werden unter anderem identisch aufgebaute Borsten genannt.
Entfaltung der Armfüßer

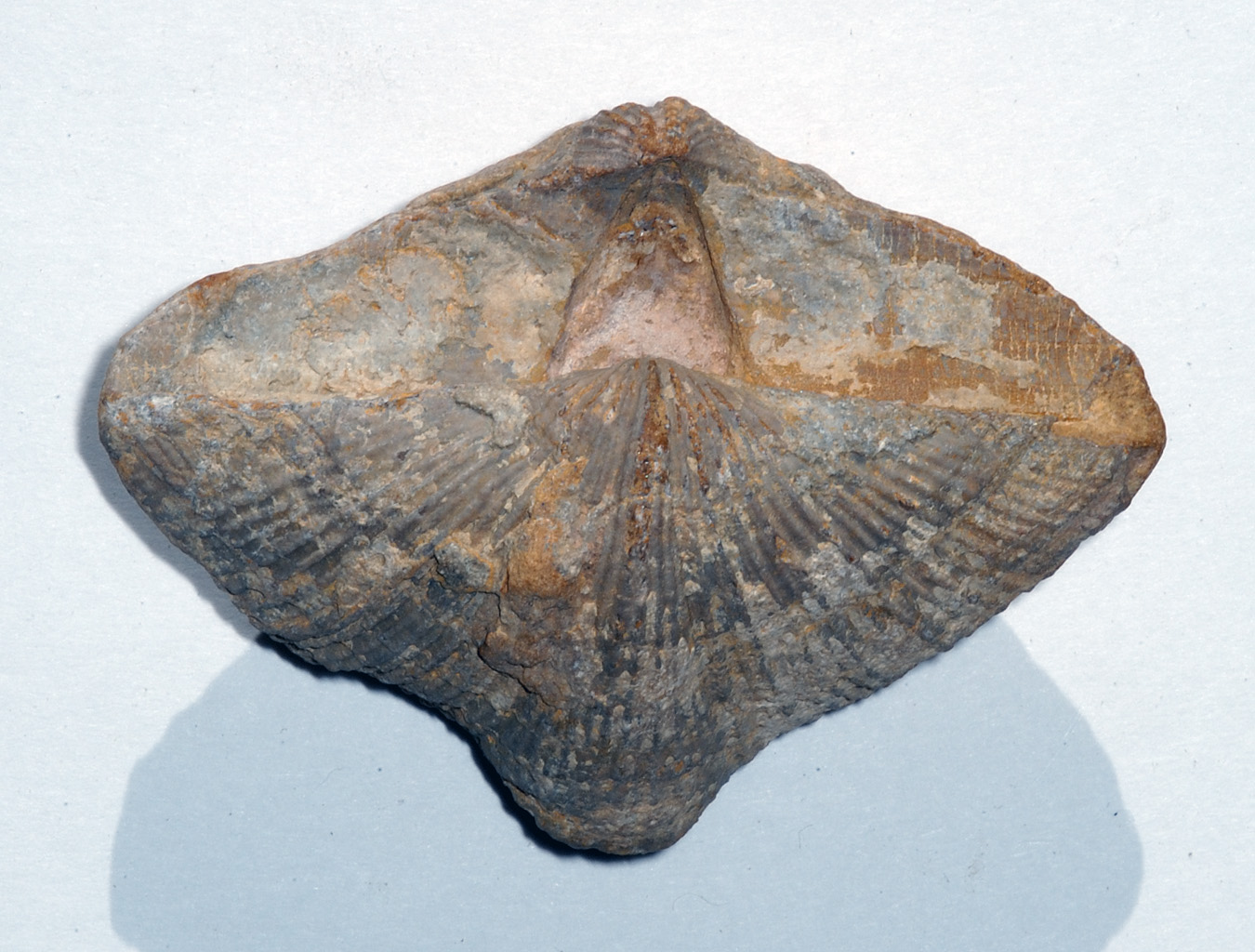
Neospirifer condor aus dem Karbon

Im Kambrium lebten vor allem inartikulate Brachiopoden. Dies änderte sich im Ordovizium, als artikulate Formen eine erste große Radiation durchmachten und die inartikulaten in der Artenzahl überflügelten. Eine weitere Zunahme der Artenzahlen erfolgte, mit einem leichten Einbruch im Silur, bis zum Devon, wo die höchsten Artenzahlen in insgesamt sieben Ordnungen bekannt sind. Nach dem Devon kam es zu einem erneuten Einschnitt, nach dem sich vor allem die Strophomeniden stark vermehrten. Der größte Einschnitt in die Artenvielfalt erfolgte zum Abschluss des Perm vor 251 Millionen Jahren. Bei diesem größten bekannten Massenaussterben verschwanden etwa 95 Prozent der marinen Invertebraten wie etwa die Großforaminiferen, die paläozoischen Korallen, die Trilobiten und die Eurypteriden, während die Armfüßer ebenso wie die Bryozoen, die Crinoiden und die Ammoniten stark dezimiert wurden. Bei den Armfüßern wird angenommen, dass das Aufkommen neuer Fressfeinde, der hochangepassten Seesterne, nach der Perm-Trias-Grenze das Aussterben noch verstärkt haben könnte.
In der Trias existierten nur noch sehr wenige Armfüßer-Gruppen, die größtenteils bis heute existieren. Das Massenaussterben am Ende der Kreidezeit vor etwa 65 Millionen Jahren, bei dem neben Wirbeltiergruppen wie Dinosaurier und Flugsaurier vor allem auch die Ammoniten vollständig ausstarben, hatte auf die Armfüßer nur wenig Einfluss. Andererseits entwickelten sich seit der Trias auch die Muscheln, die teilweise als direkte Konkurrenten auftraten, sodass es zu keiner weiteren Radiation kam. Heute leben noch etwa 300 Arten artikulater Brachiopoden, die 75 Gattungen zugeordnet werden. Bei den inartikulaten Formen starben die meisten Formen bereits im Ordovizium und Devon aus. Bis heute haben nur wenige Arten der Ligulidae und der Discinidae in fünf Gattungen und der Craniidae mit kalkiger Schale in drei Gattungen überlebt.

### Stratigraphie
Aufgrund ihres zeitlich sehr gut einzuordnenden Vorkommens und ihrer Merkmalskombinationen sowie ihres zahlenmäßig häufigen Vorkommens stellen die Armfüßer wichtige Leitfossilien dar, anhand derer sich das Alter von anderen Fossilfunden aus gleichen Schichten sehr gut abschätzen lässt. Sie sind außerdem vor allem da häufig zu finden, wo andere wichtige Leitfossilien wie die Graptolithen oder die Goniatiten fehlen.

## Systematik
Heute existieren etwa 83 Gattungen mit etwa 375 Arten von Armfüßern. Die Systematik dieser Tiergruppe ist bis heute nicht vollständig geklärt. Klassisch werden die rezenten Arten ohne Schalenschloss zu den Inarticulata zusammengefasst, während alle schlosstragenden Armfüßer die Articulata bzw. Testicardines bilden. Letztere haben sich jedoch aus Vertretern der Inarticulata entwickelt, wodurch die Inarticulata eine paraphyletische Gruppe bilden und nicht mehr als Taxon gelten. Die klassische Einteilung sieht entsprechend folgendermaßen aus:
- Inarticulata oder Ecardines
  - Atremata – mit chitiniger Schale, unter anderem Lingula unguis und Glottidia pyramidata
  - Neotremata – mit kalkiger Schale, unter anderem Crania anomalia
- Articulata oder Testicardines
  - Rhynchonellida
  - Terebratulida

Vor allem in der Paläontologie wird heute auf der Basis rezenter und fossiler Arten ein Stammbaum diskutiert, der die Phylogenese darstellt. Dieser wurde 1996 von Williams et al. entwickelt:
|                         | † Obolellata                                                       |
|                         |                                                                    |
|                         | † Kutorginata                                                      |
|                         |                                                                    |
| Articulata              | \| \| † Strophomenata \| \| \| \| \| \| Rhynchonellata \| \| \| \| |
| Vorlage:Klade/Wartung/3 | \| \| † Strophomenata \| \| \| \| \| \| Rhynchonellata \| \| \| \| |
|                         | † Strophomenata                                                    |
|                         |                                                                    |
|                         | Rhynchonellata                                                     |
|                         |                                                                    |

|  | † Strophomenata |
|  |                 |
|  | Rhynchonellata  |
|  |                 |

|                         | † Obolellata                                                       |
|                         |                                                                    |
|                         | † Kutorginata                                                      |
|                         |                                                                    |
| Articulata              | \| \| † Strophomenata \| \| \| \| \| \| Rhynchonellata \| \| \| \| |
| Vorlage:Klade/Wartung/3 | \| \| † Strophomenata \| \| \| \| \| \| Rhynchonellata \| \| \| \| |
|                         | † Strophomenata                                                    |
|                         |                                                                    |
|                         | Rhynchonellata                                                     |
|                         |                                                                    |

|  | † Strophomenata |
|  |                 |
|  | Rhynchonellata  |
|  |                 |

|  | Lingulata    |
|  |              |
|  | † Paterinata |
|  |              |

|                         | † Obolellata                                                       |
|                         |                                                                    |
|                         | † Kutorginata                                                      |
|                         |                                                                    |
| Articulata              | \| \| † Strophomenata \| \| \| \| \| \| Rhynchonellata \| \| \| \| |
| Vorlage:Klade/Wartung/3 | \| \| † Strophomenata \| \| \| \| \| \| Rhynchonellata \| \| \| \| |
|                         | † Strophomenata                                                    |
|                         |                                                                    |
|                         | Rhynchonellata                                                     |
|                         |                                                                    |

|  | † Strophomenata |
|  |                 |
|  | Rhynchonellata  |
|  |                 |

|                         | † Obolellata                                                       |
|                         |                                                                    |
|                         | † Kutorginata                                                      |
|                         |                                                                    |
| Articulata              | \| \| † Strophomenata \| \| \| \| \| \| Rhynchonellata \| \| \| \| |
| Vorlage:Klade/Wartung/3 | \| \| † Strophomenata \| \| \| \| \| \| Rhynchonellata \| \| \| \| |
|                         | † Strophomenata                                                    |
|                         |                                                                    |
|                         | Rhynchonellata                                                     |
|                         |                                                                    |

|  | † Strophomenata |
|  |                 |
|  | Rhynchonellata  |
|  |                 |

|  | Lingulata    |
|  |              |
|  | † Paterinata |
|  |              |

Die Articulata bilden auch hier eine monophyletische Gruppe, allerdings innerhalb der Rhynchonelliformea. Sie umfassen die Klassen Strophomenata und Rhynchonellata, letztere bilden die einzige überlebende Gruppe der Rhynchonelliformea. Die Inarticulata werden als paraphyletische Gruppe aufgelöst in die Linguliformea und die Craniiformea.
Eine vollständigere Darstellung stellten Williams, Carlson und Brunton 2000 vor, die in der nebenstehenden Tabelle dargestellt wird.